# The Thermal Club
The Thermal Club is een countryclub en circuit in Thermal, Californië, Verenigde Staten. Het circuit is enkel toegankelijk voor leden van de club, maar wordt ook regelmatig gebruikt voor tests van de IndyCar Series. In 2024 organiseerde het voor het eerst een niet-kampioenschapsrace in deze klasse.

## Geschiedenis
The Thermal Club is gelegen in de Coachella Valley in Californië. In 2012 werd begonnen met de bouw van het complex, dat in drie fases werd voltooid. In 2014 werd het South Palm-traject opgeleverd, gevolgd door het North Palm-traject in 2015 en het Desert-traject in 2017. Ook bouwde BMW het BMW Performance Driving Center West naast het circuit, dat wordt gebruikt als rijschool.
In februari 2020 organiseerde The Thermal Club zijn eerste race in het kader van de Winter Invitational Series van de GT World Challenge America. In 2022 testte de IndyCar Series voor het eerst op de Twin Palms-layout van het circuit, bestaande uit de South Palm- en North Palm-trajecten. In maart 2024 was het circuit voor het eerst gastheer van een niet voor het kampioenschap meetellende IndyCar-race, genaamd de $1 Million Challenge. De totale prijzenpot van deze race bestond uit $1.756.000, waaronder $500.000 voor de winnaar. De eerste editie werd gewonnen door Álex Palou.